# スティーナ・ヨハネス
スティーナ・ヨハネス（Stina Johannes、2000年1月23日 - ）は、ドイツ・ハノーファー出身のサッカー選手。ポジションはゴールキーパー(GK)。サッカードイツ女子代表のGKとして2017年にはUEFA U-17女子選手権で優勝。2018年にはUEFA U-19女子選手権で準優勝を果たしている。ドイツ・女子ブンデスリーガ1部・アイントラハト・フランクフルト所属。

## 学業
スポーツに力を入れているハノーファーのフンボルト・ギムナジウムに進学。FF USVイェーナに移籍後はスポーツのエリート学校であるスポーツ・ギムナジウム” ヨハン・クリストフ・グーツ・ムーツ”で学ぶ。SGSエッセン移籍後は、デュースブルク・エッセン大学で数学を専攻。

## 経歴

### クラブ
ハノーファー市ブルクドルフで育ち、7歳からへーセラーSVに所属。同クラブの育成部門で8年間プレーする。2015年7月からはハノーファーシャーSC男子部門のU17に在籍。2016年7月にドイツ・女子ブンデスリーガ1部に属するFF USVイェーナに移籍した。同クラブでは主にU17チーム及びセカンドチームでプレー。
2018年7月に同じくドイツ・女子ブンデスリーガ1部に属するSGSエッセンと2020年6月30日までの2年契約を結ぶ。主力GKとして2019-20年シーズンには女子DFBポカール準優勝の立役者となった。2020年には同クラブとの契約が更に2年延長された。
2022年3月、INAC神戸レオネッサに完全移籍（期限付き）したことが発表された。
2022年7月、ドイツ・女子ブンデスリーガ1部に属するアイントラハト・フランクフルトに完全移籍。2025年6月30日までの契約を結んだ。

### ドイツ代表
2014年、当時所属していたへーセラーSV(U-15)のGKとしてU-15ドイツ代表に初招集され、同年10月28日にU-15代表選手としてのデビューを飾る。この試合ではU-15スコットランド代表と対戦し13-0で勝利。ヨハネスはへーセラーSV所属で初めて選出された代表選手になった。自身の代表2戦目及び3戦目となった2014年12月3日のベルギー代表戦と2015年6月2日のチェコ代表戦では共に無失点に抑えた。
2017年5月、チェコで開催されたUEFA U-17欧州選手権では主力GKとして優勝を果たした。特にPK戦にもつれ込んだ準決勝では計4本のシュートを防ぎ、チームを決勝へと導いた。更には決勝戦のPK戦でも1本止める活躍を見せ、チームは優勝を果たすことができた。
2018年5月、スイスで開催されたUEFA U-19欧州選手権では主力GKとして準優勝。同大会ではオランダ代表やイタリア代表、スペイン代表など強豪と対戦するが、決勝を含めた計5試合で失点を僅か2に抑えた。

## 個人成績
| 国内大会個人成績 | 国内大会個人成績   | 国内大会個人成績 | 国内大会個人成績 | 国内大会個人成績 | 国内大会個人成績 | 国内大会個人成績 | 国内大会個人成績 | 国内大会個人成績 | 国内大会個人成績 | 国内大会個人成績 | 国内大会個人成績 |
| 年度             | クラブ             | 背番号           | リーグ           | リーグ戦         | リーグ戦         | リーグ杯         | リーグ杯         | オープン杯       | オープン杯       | 期間通算         | 期間通算         |
| 年度             | クラブ             | 背番号           | リーグ           | 出場             | 得点             | 出場             | 得点             | 出場             | 得点             | 出場             | 得点             |
| 日本             | 日本               | 日本             | 日本             | リーグ戦         | リーグ戦         | リーグ杯         | リーグ杯         | 皇后杯           | 皇后杯           | 期間通算         | 期間通算         |
| ---------------- | ------------------ | ---------------- | ---------------- | ---------------- | ---------------- | ---------------- | ---------------- | ---------------- | ---------------- | ---------------- | ---------------- |
| 2021-22          | INAC神戸レオネッサ | 21               | WE               | 1                | 0                | -                | -                | -                | -                | 1                | 0                |
| 通算             | 日本               | 日本             | 1部              | 1                | 0                | 0                | 0                | 0                | 0                | 1                | 0                |
| 総通算           |                    |                  |                  |                  |                  |                  |                  |                  |                  |                  |                  |

- WEリーグ
  - 初出場 - 2022年5月22日 第22節 大宮アルディージャVENTUS戦 (NACK5スタジアム)

## 獲得タイトル
- UEFA U-17女子選手権 優勝:1回（2017）
- UEFA U-19女子選手権 準優勝:1回（2018）
- 女子DFBポカール 準優勝:1回（2019-20）
- WEリーグ 優勝:1回 (2021-22)